# Jean-Charles Costé
Jean-Charles Costé est un homme politique français né le 30 janvier 1753 au Havre (Normandie) et décédé le 19 mai 1842 à Paris.
Avocat et maire du Havre, il est élu député de la Seine-Inférieure au Conseil des Cinq-Cents le 26 germinal an VII. Favorable au coup d'État du 18 Brumaire, il est nommé au Tribunat, puis siège au Corps législatif de 1804 à 1814. Il est sous-préfet de Dieppe pendant les Cent-Jours, en 1815.

## Sources
- « Jean-Charles Costé », dans Adolphe Robert et Gaston Cougny, Dictionnaire des parlementaires français, Edgar Bourloton, 1889-1891 [détail de l’édition]